# 四恩
四恩（しおん）は仏教用語で、人々が身に受けている四つの恩を指す。教典によって内容・順序が異なるが、現在では一般に「父母の恩・衆生の恩・国王の恩・三宝の恩」とされる。日本では特に真言宗を創始した空海らによって本格的に受容され、日蓮などの再評価を経て、現在でも在家信徒の指針として説かれている。

## 概要
仏教における「恩」はもともとサンスクリット語のウパカーラ（upakāra＝他の者を思いやること）またはクルタ（krta=他の者から自分に与えられた恵み・慈しみ）の漢訳で、仏教の多くの流派が、人は自らが他から与えられる恵み・思いやりに支えられていることを知り（知恩）、それに報いるよう生きねばならない（報恩）と説く。インドでは神々や仏からの恩が強調されていたが、中国や日本にわたると君主や父母の恵みという側面が強調されるようになった。
その代表的なものを列挙したのが四恩で、４〜５世紀ごろに成立した教典『正法念処経』では母・父・如来・説法の師の恩とされ、後の『心地観経（しんちかんぎょう　正式名は「大乗本生心地観経」）』では父母・衆生・国王・三宝の恩とする。
「衆生」はサンスクリット語のサットバ（sattva）などの漢訳で、この世に生きる人々から人間を取りまく動物・植物まで生きもの一切を含める。「三宝」は仏・法・僧の三つで、仏＝悟りを開いた人、法＝仏の説いた教え、僧＝仏の教えに従って修行する集団、を指す。
つまり四恩とは、肉体的な存在をこの世に生んだ父母、その身体を取り囲んでいる人々と生きものの世界、それら現実の存在を保護する国王、精神生活の基盤である三宝、これらの四つからわれわれが常に恩を受けている、とする思想である。
四恩の語は日本に早くから伝わり、奈良時代の法隆寺仏像に四恩の銘文が残る。しかし仏教思想として受容される重要なきっかけとなったのは、唐代に翻訳された『心地観経』とその空海による受容である。この教典はセイロン島（現スリランカ）の王から唐へ贈られたとも言われるが、サンスクリット語の原典は現存せず、唐の般若三蔵による漢訳のみが残っている。その『心地観経』は次のように記す。
この教えを唐で般若から直に受容したとされる空海は、四恩について次のように説いている。
空海が唐から帰国後こうした思想を折に触れて説いたことから、四恩の語は日本で広く普及し、『平家物語』『源平盛衰記』『日本霊異記』などにも言及があるほか、日蓮宗（法華宗）の開祖となった日蓮は流罪の身となったときこの語をめぐって「四恩抄」を著して「仏法を習う身は、かならず四恩を報ずべきである」と述べている。江戸時代に至っても『和漢名数』『俚言集覧』などに記載があり、長崎切支丹版『日葡辞書』にも記述が見える。

### 国王の恩
上述のとおり原典としての『心地観経』は明確に「国王の恩」と記しており、それを踏まえた空海もこの表現を引き継いで次のように書いている。
この語は『平家物語』でも「朝恩（朝廷・天皇に対する恩）」と同一視されていた。また明治期以降にはこの箇所を「国体の精華」と説明するなど、「国王の恩」の語は天皇に対する臣従をうながすためにも長く用いられてきた。
近年では「治安を司り、人々の生命と財産を保護する者」「国家・公共への奉仕に努める精神」などと読み替えて説く例も増えている。

## 関連文献
- 岡部和雄「四恩説の成立」（『恩』仏教思想４、平楽寺書店、1979）
- 勝又俊教「四恩思想の諸形態」（同『弘法大師の思想とその源流』山喜房仏書林、1981）
- 鈴木宗憲『日本の近代化と「恩」の思想』（法律文化社、1964）
- 松長有慶「四恩説の再検討」（『密教文化』189、1995）